# Sinagoga Peitav di Riga
La sinagoga Peitav di Riga (in lettone: Peitav Shul) costruita tra il 1904 e il 1905 in stile Art Nouveau, è l'unica sinagoga di Riga, in Lettonia, ad essere sopravvissuta alle distruzioni dell'Olocausto e l'unica oggi operante nella capitale lettone.

## La costruzione della sinagoga

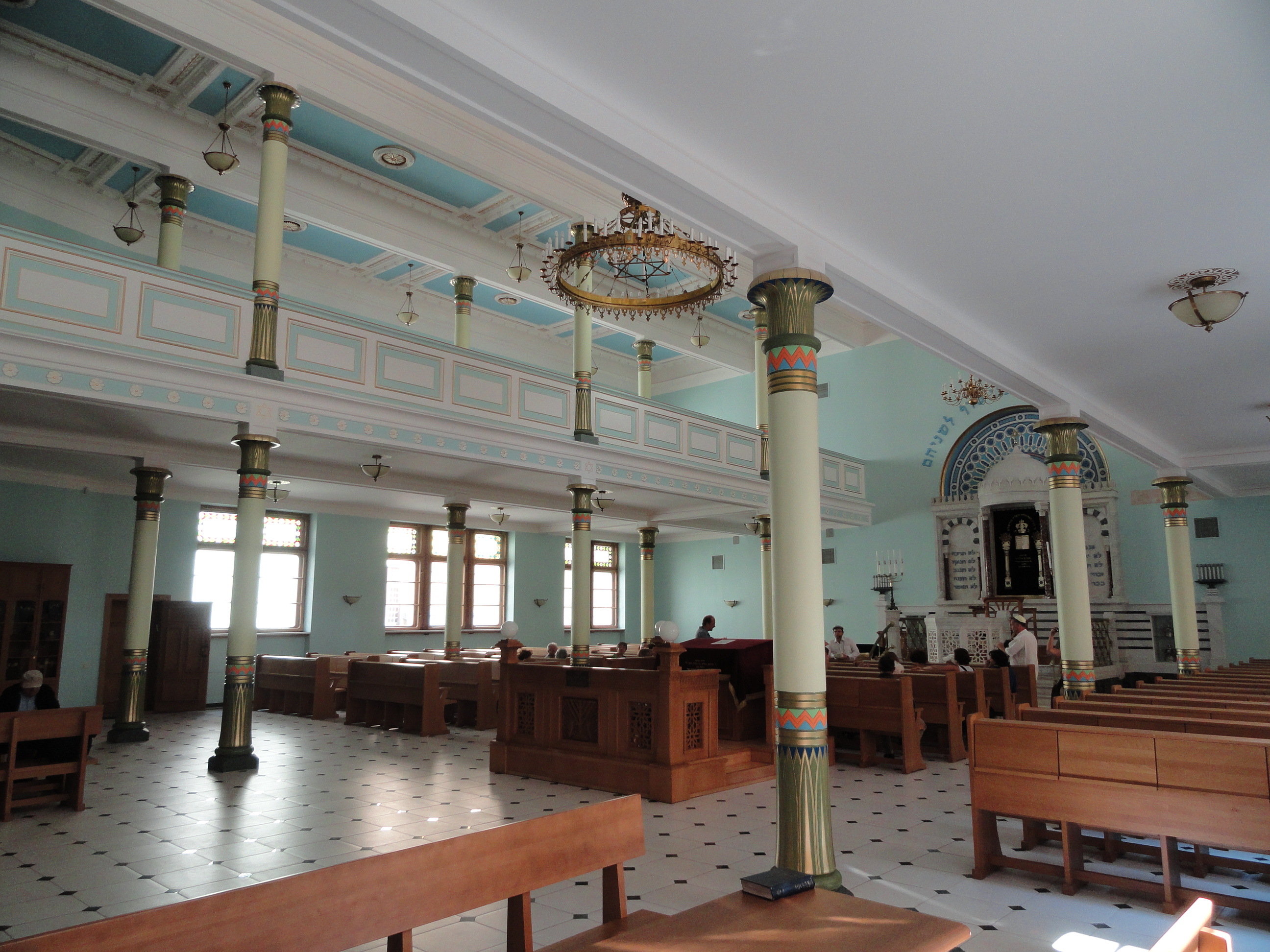
L'interno

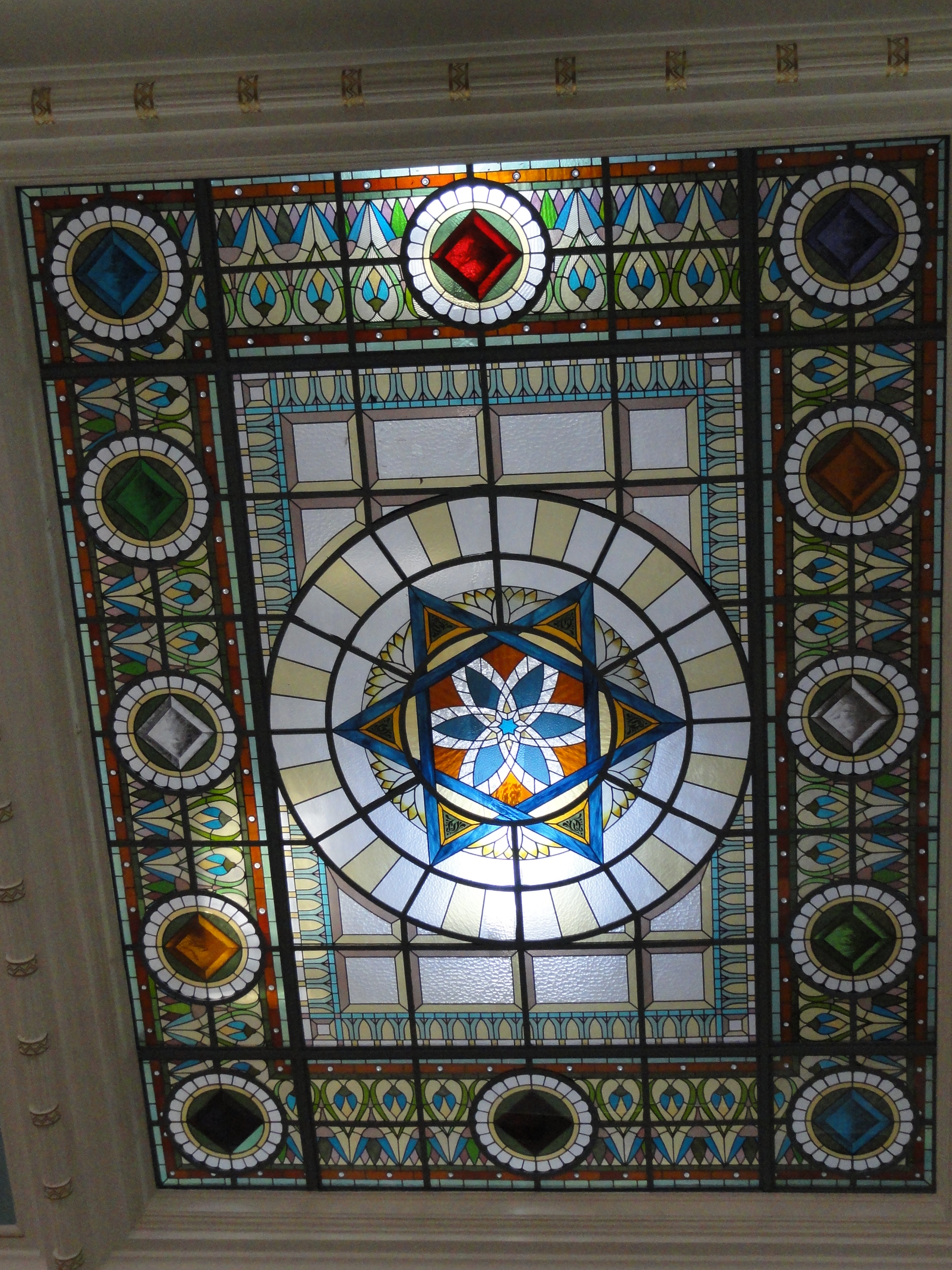
La vetrata del soffitto

Riga è uno dei luoghi storici della presenza ebraica nei Paesi Baltici. Vi erano in città numerose sinagoghe. Una congregazione di commercianti ebrei, formatasi nel centro di Riga alla fine dell'Ottocento, acquistò un terreno sulla via Peitav ed ottenne il permesso di costruirvi una sinagoga. Nella Russia zarista era fatto divieto di costruire una sinagoga nei pressi di una chiesa. Fu quindi necessario ottenere il consenso del pastore della chiesa riformata che sorgeva nello stesso isolato, che lo concesse di buon grado.
Il progetto fu affidato al noto architetto e storico dell'arte Vilhelms Neimanis (1849-1919) e al suo giovane assistente Hermanis Zeiberlihs (1878-1938). La costruzione ebbe inizio nel 1904 e si concluse l'estate dell'anno successivo con l'inaugurazione nel settembre 1905.
Durante il periodo tra le due guerre mondiali, la sinagoga Peitav era una delle quattro sinagoghe corali a Riga. Condotto dal celebre cantore Abram Abramis, il suo coro era popolare non solo tra il pubblico ebraico. Nel cortile un piccolo edificio ospitava un bagno rituale e una piccola macellazione rituale, ed ogni anno a Pasqua un forno per il pane azzimo operava all'interno della sinagoga.

## L'architettura
La sinagoga Peitav è  uno dei più importanti edifici Art Nouveau del centro storico di Riga.
Vilhelms Neimanis posizionò abilmente la sinagoga lungo la via Peitav, aprendo perpendicolarmente un piccolo cortile che dà spazio alla facciata e consente ai visitatori di entrare e uscire dalla sinagoga senza disturbare le persone e i veicoli di passaggio. L'aspetto estriore dell'edificio è vagamente neoclassico.
Hermanis Zeiberlihs fu responsabile del progetto della sala di preghiera, creando un interno raffinato in stile art nouveau con una predominanza di elementi neoegizi nei pilastri e negli ornamenti a fiori di loto e foglie di palme stilizzati. La sala è divisa asimmetricamente in quattro navate da tre file di colonne che sorreggono le gallerie del matroneo. Sul soffitto un'elegante vetrata colorata con il disegno della stella di Davide contribuisce a dare luce alla sala, unitamente alla doppia fila di finestre che si aprono dal lato sulla strada.

## L'Olocausto e la rinascita nel dopoguerra
Quando nel luglio del 1941 i nazisti entrarono a Riga, tutte le sinagoghe della città furono bruciate. La sinagoga Peitav fu l'unica ad essere risparmiata dalle fiamme, a causa del rischio che l'incendio si propagasse agli edifici vicini. La sinagoga fu trasformata in magazzino per le truppe di occupazione. Dopo la guerra si è scoperto che l'armadio con i rotoli della Torah era stato tenuto nascosto, e quindi si era salvato. Si racconta che Gustavs Shaurums, il pastore della vicina chiesa riformata, sia stato responsabile del salvataggio.
L'Olocausto colpì molto duramente la comunità ebraica di Riga. Furono solo 150 i sopravvissuti degli oltre 40.000 ebrei che un tempo abitavano in città. Nonostante tutto, i servizi religiosi furono ripresi nella sinagoga. Durante il periodo sovietico fu una delle poche sinagoghe nell'intera Unione Sovietica a non essere mai chiusa e a mantenere un coro. Senza soldi per le riparazioni, i pochi membri della congregazione rinnovarono e mantennero l'edificio al meglio delle proprie capacità. Grazie ai loro sforzi, la sinagoga rimase il centro della vita ebraica nella città.
La rinascita della sinagoga coincide con l'era della perestrojka, e quindi in maniera più marcata con la fine del potere sovietico e l'indipendenza della Lettonia. Negli anni Novanta per due volte la sinagoga fu oggetto di attentati da parte di gruppi della destra neofascista. Le bomba esplosa il 6 maggio 1995 provocò solo danni minori, mentre quella del 2 aprile 1998 distrusse la porta di ingresso e le finestre originali del 1906, che erano state risparmiate dall'occupazione tedesca. Il governo lettone questa volta intervenne prontamente a riparare i danni.
Nel 2007, alla Comunità religiosa ebraica di Riga fu concesso un sostegno finanziario da parte dell'Unione europea e la Repubblica di Lettonia per la ristrutturazione della sinagoga, riconosciuta come monumento nazionale. Grazie a questo contributo e al sostegno del Consiglio lettone delle comunità ebraiche, oltre che a donazioni da numerose organizzazioni e individui, importanti lavori di restauro furono compiuti nel 2007-2009, che hanno riportato la sinagoga Peitav di Riga al suo antico splendore. La cerimonia di riapertura della sinagoga si svolse il 26 agosto 2009, alla presenza di molte personalità, tra cui anche il Presidente della Lettonia, Valdis Zatlers, il primo ministro Valdis Dombrovskis, e il sindaco di Riga Nil Ushakov. Oggi la sinagoga di Riga serve una comunità che con quasi 8.000 soci è la più grande dei Paesi Baltici.